# Friedrich Standfuß
Friedrich Standfuß (também Friedrich Standfuss; Erfurt, 17 de novembro de 1935 – 5 de julho de 2017) foi um engenheiro civil alemão.

## Formação e carreira
Standfuß estudou inicialmente matemática e física em Mainz e Göttingen, e a partir de 1957 engenharia civil na Universidade de Hanôver, obtendo o diploma em 1961. Foi conselheiro ministerial e referente para construção de pontes no ministério federal dos transportes.

## Obras
- Steinbrücken in Deutschland, Beton-Verlag 1988
- com Joachim Naumann: Brücken in Deutschland für Straßen und Wege. Der Fotobildband deutscher Brückenbaukunst, Deutscher Bundes-Verlag, Köln 2006
- Grundsätze für Entwurf, Ausführung und Erhaltung von Brücken der Bundesfernstraßen, 3. Dresdner Brückenbausymposium, Dresden, 18. März 1993.
- Die konstruktiv richtige Ausbildung und Ausstattung von Brücken als Voraussetzung für eine wirtschaftliche Überwachung, Prüfung und Erhaltung, 5. Dresdner Brückenbausymposium, Dresden, 16. März 1995.
- Die Saale-Brücke in Alsleben – Dokumentation der Baugeschichte, 10. Dresdner Brückenbausymposium, Dresden, 16. März 2000.
- Straßenbrücken in Verbundbauweise, 6. Dresdner Brückenbausymposium 1996, TU Dresden, p. 27–42
- Neue Entwicklungen im Brückenbau, 8. Dresdner Brückenbausymposium, Dresden, 12. März 1998.
- Straßenbrücken in Stahlverbundbauweise, 6. Dresdner Brückenbausymposium, Dresden, 14. März 1996.